# Lucia Moholy
Lucia Moholy, amb nom de naixement Lucia Schulz, (Praga, 18 de gener de 1894 — Zúric, 17 de maig de 1989) fou una fotògrafa d'origen austrohongarès. La seva fotografia va documentar l'arquitectura i els productes de la Bauhaus i va donar a conèixer aquesta escola de disseny al públic de la segona postguerra mundial. Tanmateix, Moholy rarament era reconeguda per la seva feina, que sovint s'atribuïa directament o s'acreditava conjuntament amb László Moholy-Nagy o Walter Gropius.

## Biografia
Als inicis dels anys 10 del segle xx, Lucia Moholy va estudiar filosofia, filologia i història de l'art a la Universitat de Praga. L'any 1915 va passar a treballar al món editorial, per a diverses cases editorials alemanyes, i l'any 1919 va publicar textos literaris de caràcter radical i expressionista amb el pseudònm d'Ulrich Steffen. L'any següent va conèixer l'artista hongarès László Moholy-Nagy, amb qui es casà el gener de 1921, coincidint amb el seu aniversari. La parella va passar cinc anys a la Bauhaus (tant a Weimar com a Dessau), on Lucia Moholy exploraria la seva afinitat amb la fotografia.
L'any 1923, László Moholy-Nagy va esdevenir mestre de la Bauhaus, i Lucia Moholy fou el seu principal tècnic a la cambra fosca, així com una col·laboradora molt important en la seva feina. A més, Lucia Moholy fou deixebla del taller de fotografia que Otto Eckner impartia a la Bauhaus, i va estudiar a l'acadèmia d'arts visuals de Leipzig, esdevenint una fotògrafa amb gran habilitat tècnica. A la Bauhaus, Moholy va documentar l'interior i l'exterior de l'edifici de l'escola, els espais i els seus docents i estudiants. La seva estètica s'emmarca en el que es coneix com la Neue Sachlichkeit (nova objectivitat), que cercava proporcionar punts de vista directes i descarnats de la realitat representada. Les fotografies que Lucia Moholy feu de la Bauhaus van tenir un paper fonamental en la construcció de la identitat i de la imatge visual de l'escola.
Lucia Moholy i el seu marit van experimentar amb diversos processos a la cambra fosca, que es donaren a conèixer en diverses publicacions. No obstant això, tota l'experimentació que havia realitzat la parella només es va acreditar per a László Moholy-Nagy. Un exempe seria el llibre Malerei, Photografie, Film, de 1925, on László Moholy-Nagy apareix com l'únic autor.
La parella es va separar l'any 1929. Aquell mateix any, Lucia Moholy va participar en l'exposició "Film und Foto" celebrada a Stuttgart, on es van donar a conèixer els artistes que treballaven en els plantejaments estètics de la Nova Visió, com el preciosisme.
Llavors va passar a dedicar-se a la docència de la fotografia en una escola privada d'art que Johannes Itten va obrir a Berlín. L'any 1933 va emigrar a Londres arran de l'ascens del poder i la influència de l'NSDAP i després de la detenció d'un militant comunista amb qui llavors tenia una relació sentimental. Durant la fugida va haver d'abandonar els seus negatius i plaques de vidre, que eventualment van anar a parar a mans de Walter Gropius.
A Londres, Moholy es va continuar dedicant a la docència, que combinava amb la fotografia comercial, els treballs de microfilmatge de la biblioteca del Museu de la Ciència de Londres o la divulgació de la història de la fotografia. Un cop va acabar la Segona Guerra Mundial va viatjar pel Pròxim Orient i l'Orient Mitjà tot realitzant projectes fotogràfics per la UNESCO. L'any 1959 es va establir a Zollikon, on va dedicar-se a la crítica d'art i des d'on va escriure sobre els anys que va viure a la Bauhaus. L'any 1972 va publicar les Moholy-Nagy Notes, on comentava la col·laboració amb László Moholy-Nagy a la Bauhaus en un intent per recuperar l'acreditació de la feina feta a nivell experimental i d'obra fotogràfica.

## Reconeixement
Lucia Moholy va tenir dificultats per ésser reconeguda per la seva feina, tot i que les seves fotografies van ser llargament utilitzades en les campanyes de publicitat i les publicacions de la Bauhaus. De fet, mentre era a Londres va veure com s'havien publicat nombrosos catàlegs de la Bauhaus amb fotografies que havia hagut d'abandonar en la seva fugida de Berlín, i que Walter Gropius hauria utilitzat sense el seu permís. L'any 1938 es va celebrar una exposició sobre la Bauhaus al Museu d'Art Modern (MoMA) de Nova York, on Gropius va fer ús de gairebé una cinquantena de fotografies de Moholy tant a la mostra com al catàleg, novament sense acreditar-la. Les reclamacions per part de Moholy foren infructuoses, fet que la dugué a exercir els seus drets per la via legal per tal de poder recuperar el control sobre la seva obra. Moholy no va recuperar el control sobre les seves fotografies fins als anys 60, i l'èxit només fou parcial. De fet, la publicació de les Moholy-Nagy Notes s'emmarca en l'intent de reclamar l'autoria i els drets de les fotografies que s'havien estat utilitzant sense permís fins aquell moment.